# Strongylognathus alpinus
Strongylognathus alpinus är en myrart som beskrevs av Wheeler 1909. Strongylognathus alpinus ingår i släktet Strongylognathus och familjen myror. IUCN kategoriserar arten globalt som sårbar. Inga underarter finns listade i Catalogue of Life.